# Farbkanal
Die Farbkanäle sind die Grundfarben des Farbraums, der zur Speicherung eines digitalen Farbbildes verwendet wird, oder die Wellenlängen, in denen das Bild aufgenommen wurde.

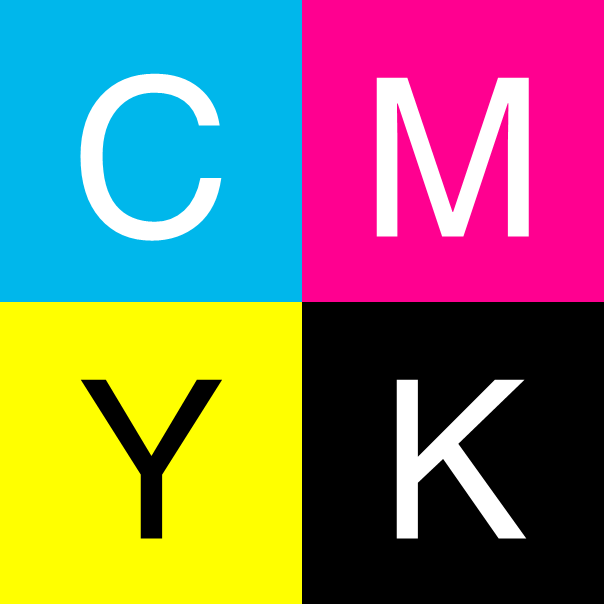
Die vier Grundfarben des CMYK-Farbmodells, nämlich cyan, magenta, yellow und black

Der Farbkanal bietet Informationen über die im Bild enthaltenen Farbkomponenten. Die Anzahl der Farbkanäle in einem Bild ist abhängig vom Modus, das heißt pro Farbauszug gibt es einen Kanal. Daher haben CMYK-Bilder vier Farbkanäle, RGB-Farbbilder nur drei.

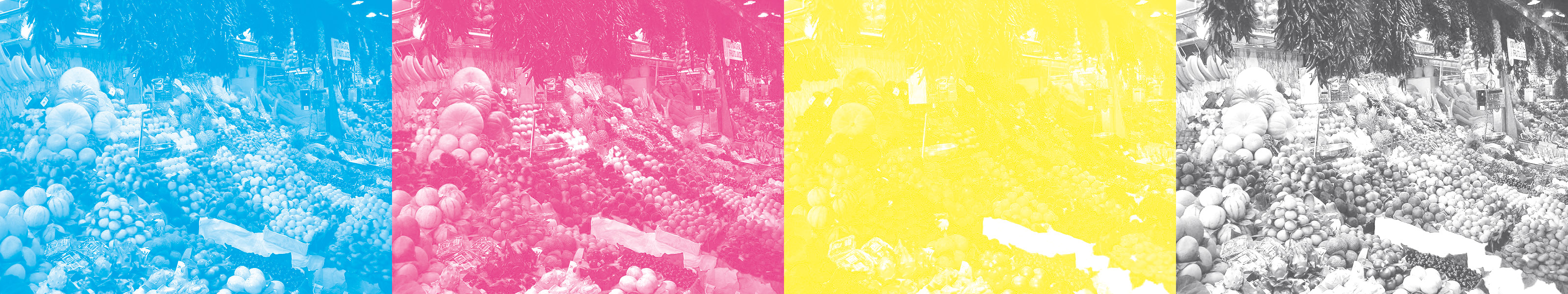
Die vier CMYK-Farbkanäle eines Fotos

## Anwendung

### Bildbearbeitung
Durch passende Verschneidung oder Intensitätsänderung einzelner Farbkanäle können Digitalbilder manipuliert, verbessert und im Kontrast den Erfordernissen angepasst werden.

### Wissenschaft und Umweltschutz
Für Umweltschutz oder die Fernerkundung der Oberfläche von Erde oder Planeten ist der Spektralbereich von Infrarot wichtig.
Multispektral-Scanner von Satelliten nehmen die Erdoberfläche in fünf oder mehr Farbkanälen auf, von denen mindestens zwei im Infrarot-Bereich liegen.
Bei Hyperspektral-Scanner werden elektromagnetische Signale von sehr vielen, eng beieinanderliegenden Wellenlängen aufgezeichnet.

#### Anwendungen von Multispektral-Bildern
Landwirtschaft: Überwachung des Pflanzenwachstums, Erkennung von Pflanzenkrankheiten und Schädlingsbefall, Bestimmung des Nährstoffbedarfs, Ertragsprognosen.
Forstwirtschaft: Erfassung der Waldgesundheit, Erkennung von Waldschäden (z. B. durch Borkenkäfer oder Stürme), Klassifizierung von Baumarten.
Landnutzung und -bedeckung: Kartierung und Überwachung von urbanen Gebieten, Ackerflächen, Wäldern, Gewässern etc.
Gewässerüberwachung: Erfassung von Wasserqualität, Algenblüten, Ölverschmutzungen.
Katastrophenschutz: Kartierung von Überschwemmungsgebieten, Waldbränden, Schäden nach Naturkatastrophen.
Glaziologie: Überwachung von Gletschern und Schneeflächen.

#### Anwendung von Hyperspektralsensoren
Präzisionslandwirtschaft: Noch genauere Bestimmung des Pflanzenzustands, Detektion von Nährstoffmangel oder Krankheiten in sehr frühen Stadien, präzise Dünge- und Bewässerungsplanung.
Mineralogie und Geologie: Identifizierung und Kartierung von Mineralien und Gesteinsarten, Erkundung von Rohstoffvorkommen.
Umweltüberwachung: Erkennung von Umweltverschmutzungen (z. B. Öl auf Wasser, Mikroplastik), detaillierte Analyse der Wasserqualität (Algenarten, Schwebstoffe), Überwachung von Ökosystemen.
Forstwirtschaft: Differenzierte Analyse des Gesundheitszustands von Bäumen, frühzeitige Erkennung von Schädlingsbefall oder Krankheiten, Unterscheidung von Baumarten.
Sicherheits- und Verteidigungsanwendungen: Detektion von spezifischen Materialien, Tarnungserkennung.